# Dean „Tex” Martin Rides Again
Dean „Tex” Martin Rides Again – dwunasty album studyjny autorstwa Deana Martina zaprojektowany przez Marty’ego Paicha i wydany w 1963 roku przez Reprise Records. Album ten był kontynuacją poprzedniego albumu Martina – Dean „Tex” Martin: Country Style.

## Utwory
| Nr  | Tytuł                                           | Długość |
| --- | ----------------------------------------------- | ------- |
| 1.  | I’m Gonna Change Everything                     | 2:33    |
| 2.  | Candy Kisses                                    | 3:06    |
| 3.  | Rockin’ Alone (In an Old Rockin’ Chair)         | 2:31    |
| 4.  | Just a Little Lovin’ (Will Go a Long Way)       | 2:06    |
| 5.  | I Can’t Help It (If I’m Still in Love with You) | 2:44    |
| 6.  | My Sugar’s Gone                                 | 3:00    |
| 7.  | Corrine, Corrina                                | 2:44    |
| 8.  | Take Good Care of Her                           | 3:24    |
| 9.  | The Middle of the Night Is My Cryin’ Time       | 2:50    |
| 10. | From Lover to Loser                             | 3:08    |
| 11. | Bouquet of Roses                                | 3:00    |
| 12. | Second Hand Rose (Second Hand Heart)            | 2:16    |